# La Sierra, Chiapas
La Sierra är en ort i Mexiko.   Den ligger i kommunen San Cristobal De Casas och delstaten Chiapas, i den sydöstra delen av landet, 800 km öster om huvudstaden Mexico City. La Sierra ligger 2 367 meter över havet och antalet invånare är 615.
Terrängen runt La Sierra är lite kuperad. Runt La Sierra är det ganska tätbefolkat, med 90 invånare per kvadratkilometer. Närmaste större samhälle är San Cristóbal de las Casas, 10,6 km väster om La Sierra. I omgivningarna runt La Sierra växer huvudsakligen savannskog.